# Sheena Mackintosh
Sheena Mackintosh (ur. 10 listopada 1928 w Londynie, zm. 13 grudnia 2018) – brytyjska narciarka alpejska, uczestniczka zimowych igrzysk olimpijskich 1948 i 1952. W których uczestniczyła również jej młodsza siostra Vora Mackintosh.

## Osiągnięcia

### Igrzyska olimpijskie
| Miejsce | Dzień      | Rok  | Miejscowość  | Konkurencja   | Czas biegu  | Strata      | Zwyciężczyni         |
| ------- | ---------- | ---- | ------------ | ------------- | ----------- | ----------- | -------------------- |
| 33.     | 2 lutego   | 1948 | Sankt Moritz | Zjazd         | 3:00.0 min. | +31.7 s.    | Hedy Schlunegger     |
| 24.     | 2-4 lutego | 1948 | Sankt Moritz | Kombinacja    | 36.00 pkt.  | +29.42 pkt. | Trude Beiser         |
| 21.     | 5 lutego   | 1948 | Sankt Moritz | Slalom        | 2:30.9 min. | +33.7 s.    | Gretchen Fraser      |
| 28.     | 14 lutego  | 1952 | Oslo         | Slalom gigant | 2:22.5 min. | +15.7 s.    | Andrea Mead-Lawrence |
| 26.     | 17 lutego  | 1952 | Oslo         | Zjazd         | 1:59,6 min. | +12.5 s.    | Trude Jochum-Beiser  |
| 28.     | 20 lutego  | 1952 | Oslo         | Slalom        | 2:29.4 min. | +8.8 s.     | Andrea Mead-Lawrence |